# Guioa semiglauca
Guioa semiglauca conocido como membrillo australiano (Wild Quince) es un árbol del bosque lluvioso de Australia. Crece desde Kioloa (35° S) cerca de Batemans Bay en el sur de Nueva Gales del Sur hasta el Parque nacional Eungella (20° S) en el trópico de Queensland. Crece en muchos diferentes tipos de bosque lluvioso, particularmente en áreas de regeneración y en arenas en bosques lluviosos litorales.

## Descripción
Crece alrededor de 20 metros de alto, y 43 cm de diámetro, sin embargo a veces se ve mucho más pequeño que de ese tamaño. La corteza exterior es lisa, con frecuencia coloreada y estampada por líquenes. La corteza exterior es similar a la del  palo satinado, sin embargo es más estriado e irregular.
Los foliolos miden de 5 a 10 cm de largo. La vena central se extiende más allá de la hoja para formar una punta pequeña. El haz es verde, el envés es glauco blancuzco. Las  flores amarillo/verdosas se forman alrededor de septiembre a noviembre. La cápsula del fruto madura desde enero a mayo. Las semillas son ovales y están cubiertas por una capa delgada de arilo carnoso. El fruto es comido por una gran variedad de aves, incluyendo el loro rey australiano.

## Usos
Los aborígenes australianos usaron la saponina de la corteza como un veneno para peces.

## Galería

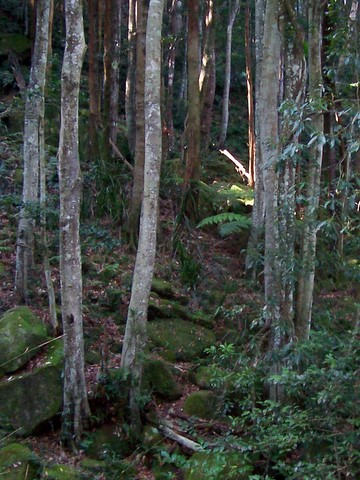
Bosquecillo de Guioa semiglauca creciendo en la escarpa de Illawarra en Nueva Gales del Sur
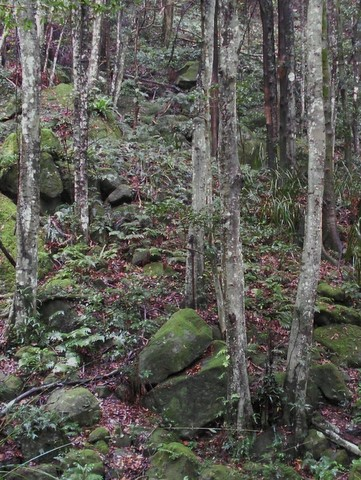
Bosquecillo de Guioa semiglauca creciendo en la escarpa de Illawarra en Nueva Gales del Sur
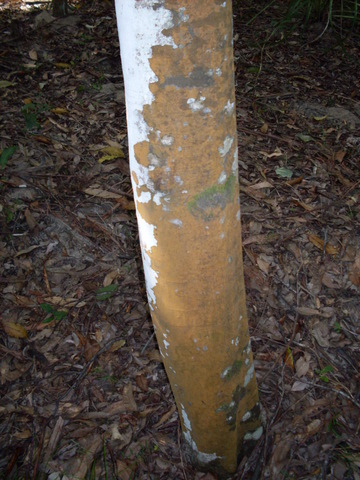
Guioa semiglauca en Nueva Gales del Sur